# بلن‌لی (کاهتا)
بلن‌لی {{ترکی|Belenli) (به کردی: Perot) یک منطقهٔ مسکونی کردنشین در ترکیه است که در کاهتا واقع شده‌است.